# Etelberto de Kent
Etelberto (em inglês:  Æthelberht, Æthelbert, Aethelberht ou Aethelbert;) foi rei do reino anglo-saxão de Kent de 580-590 até a sua morte. Em sua obra História Eclesiástica do Povo Inglês, o monge Beda lista Etelberto como o terceiro rei a ter um imperium sobre todos os reinos anglo-saxões. Em torno do século IX, na Crônica Anglo-Saxônica, Etelberto é referido como Bretwalda ou Governante da Britânia. Ele foi o primeiro rei inglês a se converter ao cristianismo.

## História
Foi filho de Eormenric, sucedendo-lhe como rei, de acordo com a crônica. Casou-se com Berta, filha cristã de Cariberto I - rei dos francos, construindo uma das mais poderosas alianças da Europa Ocidental naquela época. O casamento ocorreu, provavelmente, logo depois de Etelberto ter assumido o trono.
A influência de Berta deve ter levado o Papa Gregório I a mandar Agostinho como um missionário de Roma. Ele chegou na Ilha de Thanet, leste de Kent, em 597. Logo em seguida, Etelberto se converteu ao cristianismo, igrejas foram construídas e deu início a um grande processo de conversão no reino. O rei providenciou terras para a nova igreja em Cantuária, onde hoje existe a Catedral de Cantuária.
O código de leis de Etelberto para Kent, o mais antigo código de lei em uma língua germânica, institui um complexo sistema de leis. Kent era rico com um forte comércio com o continente e, por conta disso, ele instituiu o primeiro controle Real do comércio. Pela primeira vez desde a invasão anglo-saxã, as moedas começaram a circular em Kent. Essas moedas são conhecidas pelos numismatas como "trimessas".
Posteriormente, Etelberto foi canonizado por ter estabelecido o cristianismo entre os anglo-saxões, assim como a sua esposa e sua filha também foram canonizadas. No calendário de santos, o seu dia é 25 de fevereiro.

## Contexto histórico

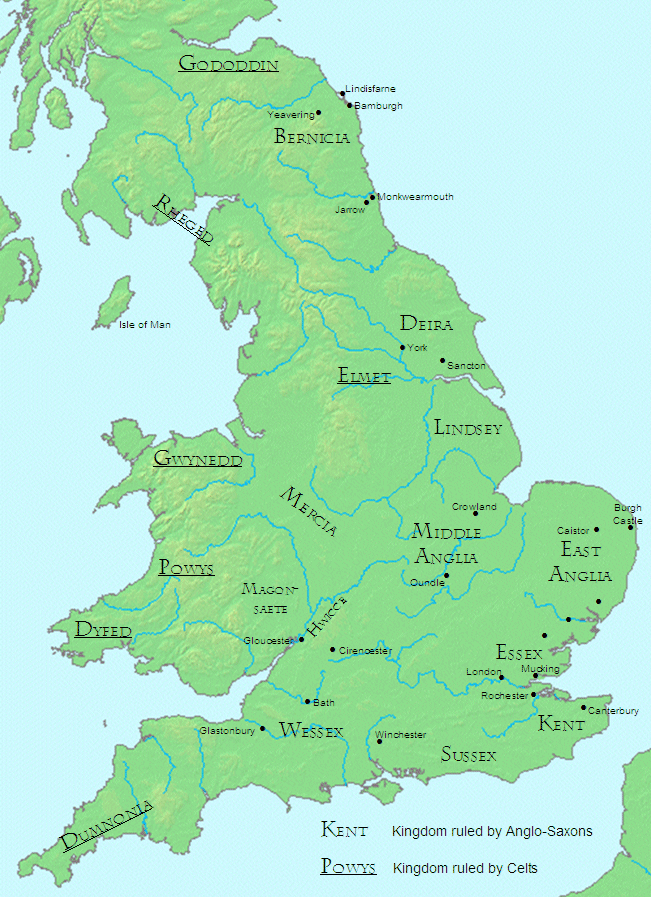
O estado inglês Anglo-Saxão na época em que Etelberto assumiu o trono de Kent

No século V, a onda migratória de povos do continente para a Grã-Bretanha tomou grandes proporções. Entre os migrantes estavam os jutos, anglos, saxões, frísios e outros grupos. Esses grupos capturaram terras no leste e no sul da atual Inglaterra, mas no final do século V, os povos britânicos (galo-romanos) venceram a Batalha do Monte Badon contra os anglo-saxões, segurando sua invasão pelos próximos 15 anos. Porém, no início de 550, os bretões começaram a perder territórios mais uma vez e em 25 anos, todo o sul da Inglaterra estava nas mãos dos invasores.
Kent, aparentemente, parece ter sido conquistado pelos Anglo-Saxões antes da Batalha do Monte Badon. Há evidências tanto arqueológicas, como históricas, de que Kent foi colonizado primeiro pelos Jutos, vindos da região sul da Jutlândia. De acordo com uma lenda, Hengist e Horsa, dois irmãos, chegaram em 449 como mercenários para servir o rei Bretão Vortigerno. Depois da morte de Horsa em uma batalha e seu irmão ter vingado a sua morte, Hengist estabeleceu o Reino de Kent. A maior parte da lenda é considerado pelos historiados como fantasiosa, no entanto a história da rebelião dos mercenários e a data de fundação do reino de Kent (em torno do século V), são dados comprovados historicamente. Essa data antiga é algumas décadas depois da partida dos romanos da ilha, o que sugere que muito da civilização romana poderia ter sobrevivido no governo Anglo-Saxão de Kent (mais do que em outras áreas da ilha).
A invasão anglo-saxã deve ter envolvido a coordenação militar de diferentes grupos de invasores, com um líder que possuía autoridade sobre todos eles e Ælle de Sussex pode ter sido o tal líder. Uma vez que os novos estados começaram a se formar, os conflitos entre eles começaram e o domínio sobre outras nações poderia levar ao pagamento de tributos. Um estado mais fraco poderia pedir a proteção de outro mais forte, contra uma possível guerra com um terceiro estado. Um rei com um grande poder sobre os outros, pode ter sido o ponto principal da política Anglo-Saxã. É fato que esse poder centralizado em uma pessoa começou antes de Etelberto, mas os detalhes são desconhecidos e reis são descritos como soberanos supremos antes do século IX.
Fontes sobre esse período da história de Kent incluem a História Eclesiástica do Povo Inglês, escrita em 731 por Beda (um monge da Nortúmbria). Beda estava interessado na cristianização da Inglaterra, mas desde que Etelberto se tornou o primeiro rei anglo-saxão a se converter ao cristianismo, Beda garantiu mais informações substanciais sobre ele do que de reis antepassados. Um dos correspondentes de Beda foi Albino, que era o abade do monastério de São Pedro e São Paulo (subsequentemente renomeado como Catedral de Cantuária) em Cantuária. Outro documento importante é a Crônica Anglo-Saxônica, uma coleção de anais produzidos em 890 no reino de Wessex, que menciona vários eventos em Kent durante o reinado de Æthelberht. Somando a isso, há uma história dos Francos escrita no século VI por Gregório de Tours que menciona alguns eventos em Kent. Essas são as mais antigas fontes que sobreviveram e que mencionam o reino dos anglo-saxões. Algumas cartas do Papa Gregório I que sobreviveram, relatam sobre a missão de Agostinho em 597. Essas cartas possuem informações detalhadas de sua missão, mas também podem ser usadas para concluir alguns fatos em relação ao estado de Kent e sua relação com os vizinhos. Outras fontes incluem a lista dos reis de Kent e antigos foros. Os Foros são documentos que garantiam a possessão de terras que o rei passava para os seus seguidores ou para a igreja. Eles possuem algumas das informações mais antigas da Inglaterra. Nenhum documento original do governo de Etelberto sobreviveu, mas foram feitas cópias posteriormente.

## Morte e sucessão
Etelberto morreu em 24 de fevereiro de 616 e foi sucedido por seu filho, Eadbaldo, que era cristão - Beda diz que ele tinha se convertido, mas retornou à fé pagã, embora no final tenha de fato se tornado um rei cristão. Eadbaldo enfureceu a Igreja ao se casar com sua madrasta, o que era contrário à lei canônica, e por se recusar a aceitar o batismo.
Seberto de Essex também morreu aproximadamente na mesma época e foi sucedido por seus três filhos, nenhum deles cristão. Uma revolta subsequente contra o cristianismo e a expulsão de Melito, seu bispo, pode ter sido uma reação à soberania de Kent após a morte de Etelberto tanto quanto uma oposição ao cristianismo.
Além de Eadbaldo, é possível que Etelberto tenha tido outro filho, Etelvaldo (Æthelwald). A evidência disto aparece em cartas papais para Justo, arcebispo de Cantuária entre 619 e 625, na qual um rei chamado Adulualdo é referido e que, aparentemente, é diferente de "Audubaldo", que é como chamavam Eadbaldo. Não há acordo entre os acadêmicos modernos sobre como interpretar o tema: "Adulualdo" pode ter sido uma forma de representar "Etelvaldo" e, assim, pode ser uma indicação de um outro rei, talvez um sub-rei de Kent Ocidental ou pode ser meramente um erro do escriba e deve ser entendido como se referindo a Eadbaldo.

## Devoção
Etelberto foi posteriormente canonizado por seu papel na conversão ao cristianismo dos anglo-saxões. Sua festa litúrgica era comemorada originalmente no dia 24 de fevereiro, mas foi alterada para o dia seguinte.
Na edição de 2004 do Martirológio Romano, ele está listado sob a data de sua morte, 24 de fevereiro, com a citação:
| “ | Rei de Kent, convertido por Santo Agostinho, bispo, o primeiro líder do povo inglês a sê-lo' | ” |

A arquidiocese católica de Southwark, que abarca a região de Kent, comemora-o no dia 25 de fevereiro.